# Relativistic Heavy Ion Collider

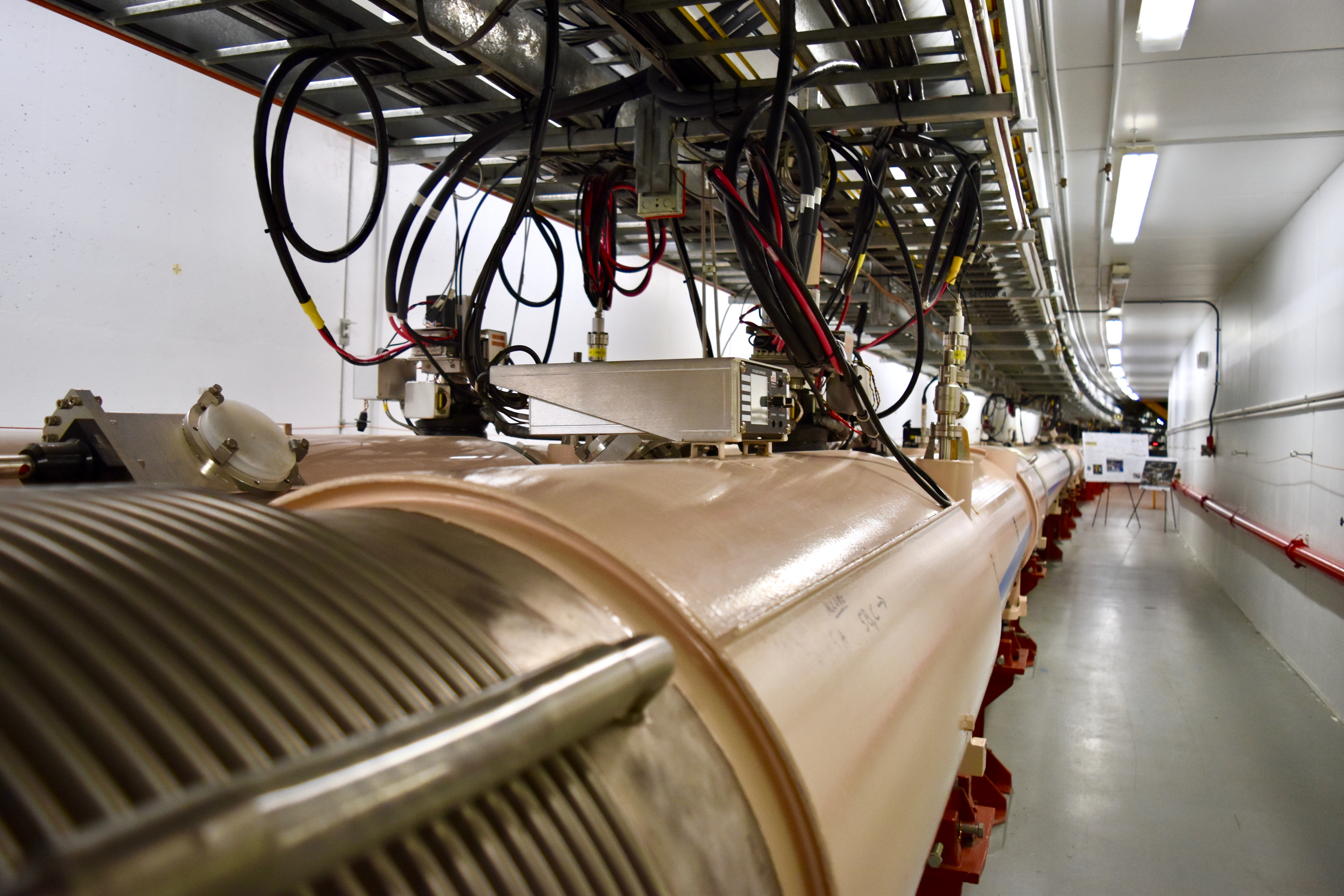
Relativistic Heavy Ion Collider (RHIC) 2017

RHIC (Relativistic Heavy Ion Collider, Beschleunigerring für relativistische Schwerionen) ist ein Teilchenbeschleuniger am Brookhaven National Laboratory in Upton auf Long Island (USA).
RHIC dient der Entdeckung und Erforschung des Quark-Gluon-Plasmas und der Erforschung der Spin-Struktur des Protons. Er ist in der Lage, polarisierte Protonstrahlen mit einer Energie von 200 Giga-Elektronenvolt (später 500 GeV) sowie unpolarisierte Strahlen schwererer Atomkerne von Deuterium bis Gold (Schwerionen) mit einer Energie von 200 GeV je Nukleon-Paar zur Kollision zu bringen.
RHIC besteht aus zwei unabhängigen Beschleunigerringen, die einen Umfang von 3834 m haben und sich an sechs Punkten kreuzen. An diesen Kreuzungspunkten finden Teilchenkollisionen statt, dort stehen auch die Experimente. Erste Kollisionen fanden im Jahr 2000 statt.
Im Jahre 2011 wurde das bis dahin schwerste Antimaterie-Element, Anti-Helium 4, erzeugt und beobachtet.

## Experimente
Am RHIC arbeiten zwei große Experimente
- PHENIX (Pioneering High Energy Nuclear Interactions eXperiment) und
- STAR (Solenoidal Tracker At RHIC),

zudem existierten in den ersten Jahren, in denen am RHIC Kollisionen stattfanden, weitere, kleinere Experimente
- PHOBOS,
- BRAHMS (Broad RAnge Hadron Magnetic Spectrometers Experiment) und
- pp2pp.